# Tage Bentzer
Tage Gerhard Bentzer, född den 24 september 1910 i Norra Sandsjö församling, Jönköpings län, död den 23 september 1984 i Brunnby församling, var en svensk präst.
Efter studier vid Fjellstedtska skolan avlade Bentzer studentexamen i Uppsala 1932, teologisk-filosofisk examen vid Uppsala universitet 1935, teologie kandidatexamen och praktiskt teologiskt prov där 1938. Han prästvigdes i Västerås samma år. Bentzer blev skolföreståndare på Östads barnhus 1932, kyrkoadjunkt i Västerås 1940, stiftsadjunkt i Västerås 1947, förste ungdomssekreterare vid diakonistyrelsen 1947, kyrkoadjunkt i Johannes församling i Stockholm 1952, komminister i Katarina församling 1957, studierektor vid Ersta diakonissanstalt 1967 och kyrkoherde i Björnekulla församling 1968. Han var lärare i kateketik på praktisk teologiska institutet vid Uppsala universitet 1957–1963. Bentzer innehade ett flertal kyrkliga uppdrag. Han publicerade skrifter i religiösa och pedagogiska frågor. Bentzer blev ledamot av Nordstjärneorden 1972. Han vilar på Brunnby kyrkogård.